# رئیس وستون
رئیس وستون (انگلیسی: Rhys Weston؛ زادهٔ ۲۷ اکتبر ۱۹۸۰) بازیکن فوتبال اهل بریتانیا است.
از باشگاه‌هایی که در آن بازی کرده‌است می‌توان به باشگاه فوتبال کاردیف سیتی، باشگاه فوتبال داندی، باشگاه فوتبال آرسنال، باشگاه فوتبال والسال، باشگاه فوتبال پورت ویل، باشگاه فوتبال وایکینگ، باشگاه فوتبال ای‌اف‌سی ویمبلدون، باشگاه فوتبال ساتون یونایتد، و تیم ملی فوتبال ولز اشاره کرد.
وی همچنین در تیم ملی فوتبال زیر ۲۱ سال ولز بازی کرده‌است.